# 주사우디아라비아 대한민국 대사관
주사우디아라비아 대한민국 대사관(아랍어: سفارة جمهورية كوريا في المملكة العربية السعودية)은 사우디아라비아 리야드에 위치한 대한민국 외교부 소속 대사관이다. 1973년 7월 9일에 지다에 설립되었다가 1984년 9월 27일에 리야드로 이전했다. 이 공관은 사우디아라비아 중부·동부에 위치한 리야드주, 자우프주, 하일주, 카심주, 나지란주, 동부주, 북부 변경주를 관할한다.

## 역사
대한민국 정부는 1962년 10월 16일에 사우디아라비아와 외교 관계를 수립했다. 대한민국 정부는 1973년 3월 31일에 개정된 《재외공관의 명칭·위치 및 관할 구역에 관한 규정》(대통령령 제6619호)에 따라 사우디아라비아 지다에 대사관을 설립하기로 결정했다. 1973년 7월 9일에는 사우디아라비아 지다 주재 대한민국 대사관이 정식 개관했다.
1984년 7월 28일에 사우디아라비아 정부가 자국 영내에 주재하는 모든 외국 대사관을 수도인 리야드로 이전할 것을 권고함에 따라 대한민국 정부도 1984년 7월 19일에 열린 국무회의를 통해 지다에 위치한 주사우디아라비아 대한민국 대사관을 리야드로 이전하기로 결정했다. 또한 1984년 7월 28일에 개정된 《재외공관의 명칭·위치 및 관할 구역에 관한 규정》(대통령령 제6619호)에 따라 주젯다 대한민국 총영사관이 1984년 9월에 정식 개관했다. 1984년 10월 15일에는 리야드에 새로 건립된 주사우디아라비아 대한민국 대사관이 업무를 개시했다.

## 역대 공관장
| 대수        | 성명           | 임명             |
| ----------- | -------------- | ---------------- |
| 제1대 대사  | 윤경도(尹慶道) | 1973년 7월 17일  |
| 제2대 대사  | 유양수(柳陽洙) | 1975년 9월 26일  |
| 제3대 대사  | 장예준(張禮準) | 1980년 3월 27일  |
| 제4대 대사  | 최광수(崔侊洙) | 1983년 2월 15일  |
| 제5대 대사  | 최호중(崔浩中) | 1985년 12월 4일  |
| 제6대 대사  | 주병국(朱炳國) | 1989년 3월 9일   |
| 제7대 대사  | 나중배(羅重培) | 1992년 3월 28일  |
| 제8대 대사  | 신효헌(申孝憲) | 1995년 3월 2일   |
| 제9대 대사  | 김정기(金正琪) | 1998년 5월 28일  |
| 제10대 대사 | 박명준(朴明濬) | 2000년 10월 29일 |
| 제11대 대사 | 강광원(姜光遠) | 2003년 6월 24일  |
| 제12대 대사 | 이재길(李栽吉) | 2006년 3월 30일  |
| 제13대 대사 | 홍종기(洪宗崎) | 2008년 11월 2일  |
| 제14대 대사 | 김종용(金鍾龍) | 2010년 9월 29일  |
| 제15대 대사 | 김진수(金辰洙) | 2013년 8월 13일  |
| 제16대 대사 | 권평오(權坪五) | 2015년 12월 1일  |
| 제17대 대사 | 조병욱(趙炳煜) | 2018년 5월 10일  |
| 제18대 대사 | 박준용         | 2021년 6월 7일   |
| 제19대 대사 | 최병혁(崔秉赫) | 2023년 12월 28일 |
| 제20대 대사 | 공석           | 미정             |

## 같이 보기
- 주젯다 대한민국 총영사관
- 대한민국의 재외공관 목록
- 주한 사우디아라비아 대사관
- 대한민국-사우디아라비아 관계